# 大武臺灣油杉自然保護區
大武臺灣油杉自然保護區是位於臺灣臺東縣達仁鄉的自然保護區。本區是除了坪林台灣油杉自然保留區之外，另一個為保護台灣油杉而設置的保護區。林務局於1972年間辦理林相變更時，因發現台灣油杉而特予保留，並依據《台灣林業經營改革方案》於1981年公告成立。2006年4月10日再依新修正之《森林法》公告成立自然保護區。本保護區海拔高600–700公尺，位在中央山脈南端茶茶牙賴山東北坡上，西側緊臨茶茶牙賴山野生動物重要棲息環境。位居深山，需步行才可到達，為浸水營古道沿線的保護區之一。